# Dolné Vestenice
Dolné Vestenice (em húngaro: Alsóvesztény) é um município da Eslováquia, situado no distrito de Prievidza, na região de Trenčín. Tem 13,84 km² de área e sua população em 2018 foi estimada em 2.584 habitantes.

## Demografia
| Ano:        | 1994 | 2004   | 2014   | 2024   |
| ----------- | ---- | ------ | ------ | ------ |
| Broj ljudi: | 2704 | 2686   | 2593   | 2374   |
| Razlika:    |      | -0,66% | -3,46% | -8,44% |

| Ano:               | 2023 | 2024   |
| ------------------ | ---- | ------ |
| Número de pessoas: | 2388 | 2374   |
| Diferença:         |      | -0,58% |